# Bøjlevejen (Skagen)
Bøjlevejen ofte benævnt ON eller Ring N er en 2-sporet omfartsvej, der går nord om Skagen. 
Omfartsvejen blev lavet for at få den voksende ferietrafik, der skulle op til Grenen, uden om centrum.
Til aflastning af trafikken gennem Skagen by anlagde Skagen Kommune en nordlig omfartsvej, kaldet Bøjlevejen. Vejen blev først og fremmest bygget for at få dagsturister til Grenen uden om byen, men det har vist sig, at vejen også bliver benyttet til lokaltrafik til Skagen Nordby. Første etape af Bøjlevejen åbnede 1. juni 2006, mens anden etape åbnede i 2008.
Bøjlevejen indgår ikke som en del af primærrute 40, da den hverken er anlagt af Nordjyllands Amt eller Vejdirektoratet, men derimod af hhv. Skagen og Frederikshavn Kommuner. Forbindelserne til Bøjlevejen er dog delvist finansieret af Vejdirektoratet. Vejen er skiltet som ON, altså Ring Nord.
Vejen forbinder Buttervej med Fyrvej der går til Grenen..